# Municipio de South Whitakers
El municipio de South Whitakers (en inglés: South Whitakers Township) es un municipio ubicado en el  condado de Nash en el estado estadounidense de Carolina del Norte. En el año 2010 tenía una población de 3.197 habitantes.

## Geografía
El municipio de South Whitakers se encuentra ubicado en las coordenadas 36°2′16.55″N 77°48′29.92″O / 36.0379306, -77.8083111.